# Refugi de l'Angonella
Il refugi de l'Angonella è un rifugio alpino situato a 2.235 metri d'altezza non lontano dalla Coma Pedrosa (2.942 m), nella piccola valle dell'Angonella, nella parrocchia di Ordino ad Andorra. Il rifugio ha 6 posti letto ed è stato aperto nel 1989.

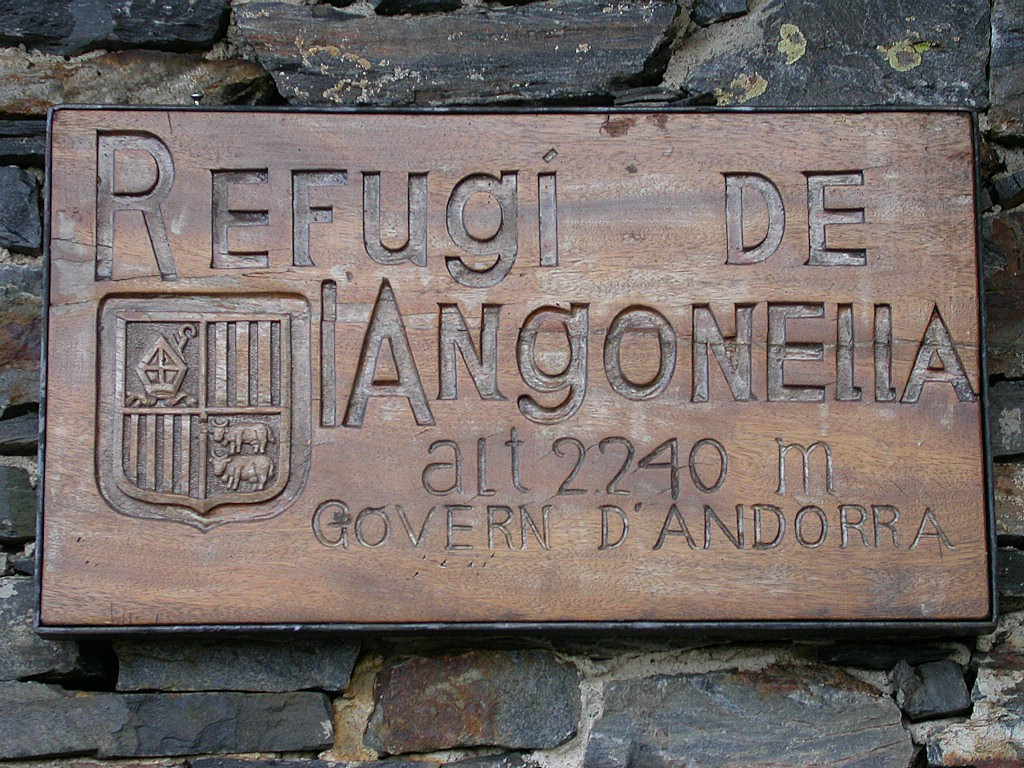
Placca identificativa all'esterno del rifugio.